# Wolfram von Eschenbach
Wolfram von Eschenbach (Eschenbach, ca. 1170 – ca. 1220) fue un caballero y poeta alemán, reconocido como uno de los mayores poetas épicos de su tiempo, el cual también compuso poesía lírica. Considerado uno de los más importantes trovadores de Wartburg, sus obras eran muy apreciadas durante la Edad Media.

## Biografía

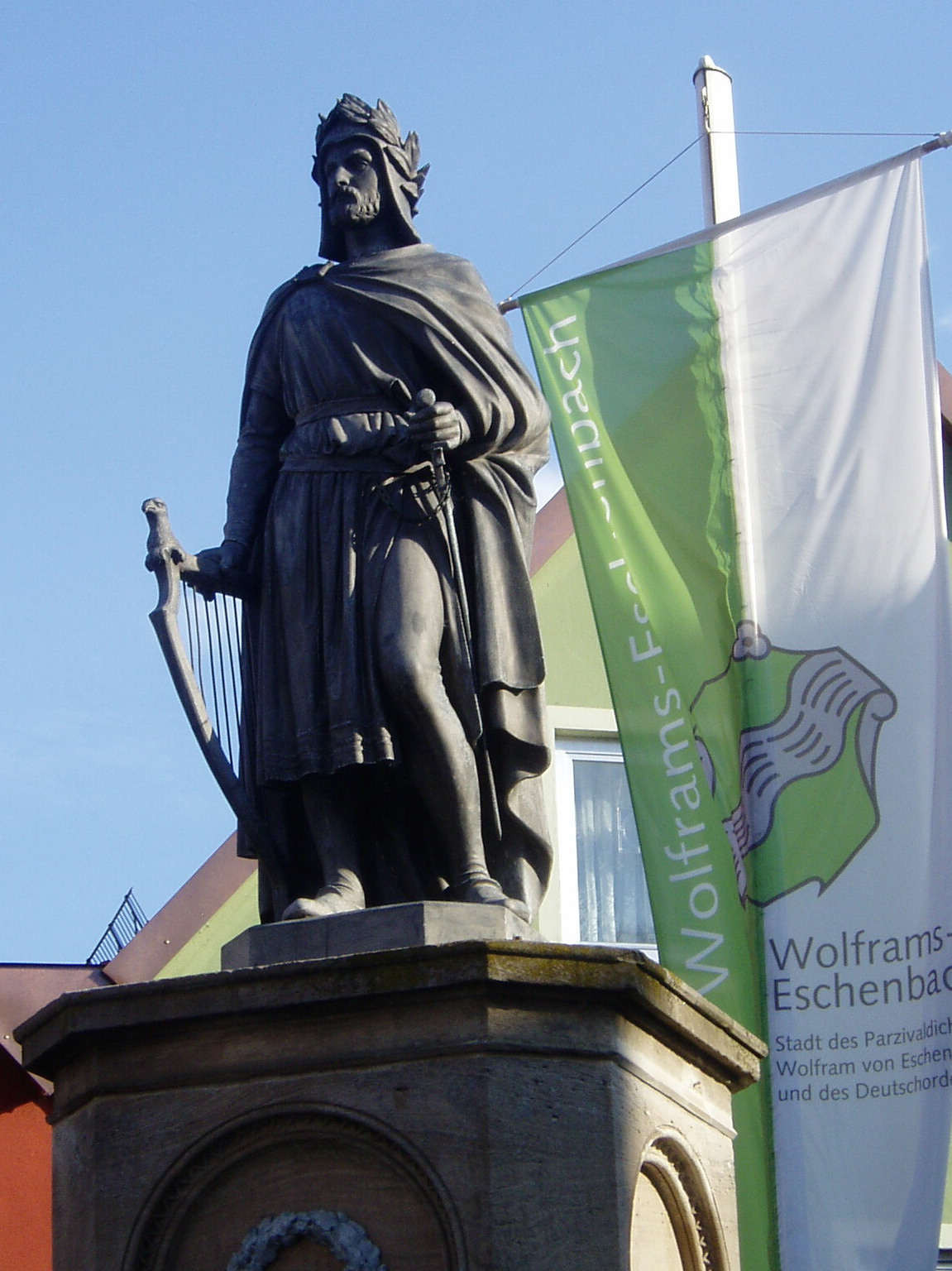
Monumento en su ciudad natal.

Von Eschenbach nació en una familia noble en fecha desconocida, pero seguramente a finales del siglo XII, en Eschenbach, Ducado de Baviera. Perteneció, quizás como caballero, a la corte de Hermann de Turingia y residió gran parte de su vida en Ansbach. Su pueblo natal recibió en 1917 el nombre de Wolframs-Eschenbach en su memoria, y se le erigió un monumento. Anteriormente Wolframs-Eschenbach era conocido como Obereschenbach.
Trovador o minnesänger, fue uno de los creadores de la leyenda de Parzival. Según algunos autores, Wolfram von Eschenbach no sabía leer ni escribir, al parecer se hacía leer las obras y poseía una prodigiosa memoria. Era una mezcla de caballero medieval, poeta, monje y guerrero, «reunía en su persona elementos caballerescos y populares, laicos y eclesiásticos; tenía por única riqueza el arte que le dio Dios por única fuente de sustento, el canto». Los escritos más antiguos de su obra están recopilados en la variedad germánica conocida como fráncico oriental.

## Obra
Su obra cumbre, Parzival, parece que fue redactada desde principios del siglo XIII en el castillo de Wartburg y terminada en 1215. Forma parte del conjunto de los más recordados trovadores medievales junto con Walther von der Vogelweide y Heinrich Tannhäuser. Richard Wagner se inspiró en sus obras para sus óperas Parsifal y Tannhäuser.
Dejó inconclusas otras dos epopeyas, Titurel (acerca de la fidelidad) y Willehalm (acerca de Guillermo de Aquitania). También fue autor de poesías cortesanas.

## Eponimia
El asteroide (9909) Eschenbach recibe su nombre de este poeta.